# Хан Шатыр
«Хан Шатыр» (по-русски: ошибочно — «Ханский шатёр», правильно — «Хан среди шатров») — крупный торгово-развлекательный центр в столице Казахстана Астане.
Открытие состоялось 6 июля 2010 года в рамках празднования дня Астаны с участием президента Нурсултана Назарбаева. На торжественной церемонии открытия состоялся концерт итальянского тенора Андреа Бочелли. 
Является самым большим «шатром» в мире, вошёл в десятку лучших мировых экозданий по версии журнала Forbes Style, вошёл в Книгу рекордов Гиннесса. 

Здание спроектировано архитектурным бюро Нормана Фостера. Форма здания напоминает собой гигантский шатёр, имеет высоту 150 м (шпиль), сконструировано из сети стальных вант, на которых закреплено прозрачное полимерное покрытие, защищающее внутреннее пространство комплекса от резких температурных перепадов и создающее комфортный микроклимат.

Вид на развлекательный центр Хан Шатыр, самое высокое натяжное сооружение в мире

Общая площадь «Хан Шатыра» — 127 тысяч квадратных метров. В ТРК размещены предприятия розничной торговли, общепита и развлекательные учреждения. Главной достопримечательностью «Хан Шатыра» является крытый курорт с искусственным песчаным пляжем, оснащённый системой климат-контроля поддерживающей температуру +35 градусов круглый год.
На месте «Хан Шатыра» раньше находилось ныне осушённое озеро Малый Талдыколь.
В 2014 году на National Geographic в рубрике Суперсооружения вышел материал про «Хан Шатыр»
В 2019 году 3 июня в пляжном клубе «Sky Beach Club» ТРЦ «Хан Шатыр» утонула 9-летняя девочка. В момент гибели ребенка в бассейне находилось больше 30 детей.
В 2023 году в «Хан Шатыре» был пожар, который быстро потушили. Горела трансформаторная подстанция на 10 киловатт и кабельная шахта на нулевом этаже. Жертв и пострадавших в пожаре не было.